# Puente de Itero
El puente de Itero, también llamado Paso Itero, Puente Fitero o Ponteroso, situado sobre el río Pisuerga entre Itero de la Vega e Itero del Castillo, es uno de los puentes más largos del Camino de Santiago, con once arcadas de sillería. 
Enlaza las provincias de Burgos y de Palencia, en la Comunidad Autónoma de Castilla y León.

## Historia
Fue edificado por orden de Alfonso VI de León. Es una construcción del siglo XI, remodelado en el siglo XVII respetando su estilo románico original.

## Toponimia
Recibe el nombre de las dos localidades que enlaza, ubicadas en la de frontera del antiguo Condado de Castilla. 
Itero procede de "Hito" (mojón o poste de piedra, por lo común labrada, que sirve para indicar la dirección o la distancia en los caminos o para delimitar terrenos) y este a su vez del latín petra ficta (literalmente piedra clavada). Así, en la orilla izquierda terminaba el Condado de Castilla, comenzando la Tierra de Campos en la orilla derecha.
Domenico Laffi, un clérigo y peregrino italiano del siglo XVII, menciona al puente como Ponte de la Mulla, retrotrae e a Bravo Lozano a través de las denominación muga o muria (montón de piedras) a su origen como marca del límite mencionado.

## Otros datos
Cerca del Puente de Itero se encuentra un albergue de peregrinos en la antigua Ermita de San Nicolás, antigua iglesia del hospital de peregrinos, del siglo XII. La reconstrucción de las ruinas de la ermita y antiguo hospital fue realizada, en 1991, por la Confraternita di San Jacopo di Compostella de Perusa, que también se encarga del albergue durante la época estival (en invierno está cerrado).